# هیو پرسی، دومین دوک نورثامبرلند
هیو پرسی، دومین دوک نورثامبرلند (انگلیسی: Hugh Percy, 2nd Duke of Northumberland; ۱۴ اوت ۱۷۴۲ – ۱۰ ژوئیهٔ ۱۸۱۷) نظامی و سیاست‌مدار اهل بریتانیا بود. وی برندهٔ جوایزی همچون همکار انجمن سلطنتی و نشان بند جوراب شده‌است.
او افسر ارتش بریتانیا و بعدها از اشراف بریتانیا بود. وی در نبردهای لکسینگتون و کنکورد و نبرد لانگ آیلند در طول جنگ استقلال آمریکا شرکت کرد، اما در سال ۱۷۷۷ به دلیل اختلاف نظر با مافوق خود، ژنرال ویلیام هاو، از فرماندهی استعفا داد.
وی که با نام هیو اسمیتسون زاده شد، در سال ۱۷۵۰ به همراه پدرش، نام خانوادگی پرسی را طبق قانون پارلمان به خود گرفت و از سال ۱۷۵۰ تا ۱۷۶۶ به عنوان لرد وارک‌ورث شناخته می‌شد. از سال ۱۷۶۶، زمانی که پدرش به عنوان دوک نورث‌آمبرلند منصوب شد، به‌عنوان ارل پرسی شناخته می‌شد. او در سال ۱۷۸۶ به مقام دوک‌نشینی رسید.